# Ryan Roberts
Ryan Alan Roberts (né le 19 septembre 1980 à Fort Worth, Texas, États-Unis) est un joueur de troisième but de baseball qui évolue dans la Ligue majeure de 2006 à 2014.

## Carrière

### Blue Jays de Toronto
Ryan Roberts est repêché en 18e ronde par les Blue Jays de Toronto en 2003. Il gravit les échelons vers le baseball majeur ne dispute que dix-sept parties en deux années (2006 et 2007) pour Toronto. Son entrée dans  les majeures se fait le 30 juillet 2006. Comme premier coup sûr dans les grandes ligues, il réussit un coup de circuit d'un point au Yankee Stadium de New York face au lanceur des Yankees, Cory Lidle, le 3 août 2006.
En 2007 et 2008, il est un joueur régulier des Chiefs de Syracuse, le club-école de niveau AAA des Blue Jays dans la Ligue internationale.

### Rangers du Texas
Devenu agent libre, Roberts quitte Toronto et se joint le 21 novembre 2007 aux Rangers du Texas. Il ne dispute qu'une partie dans cet uniforme et joue 2008 dans les ligues mineures avec les RedHawks d'Oklahoma City, le club-école de classe Triple-A des Rangers dans la Ligue de la côte du Pacifique, où il maintient une moyenne au bâton de ,300 en 130 parties jouées.

### Diamondbacks de l'Arizona

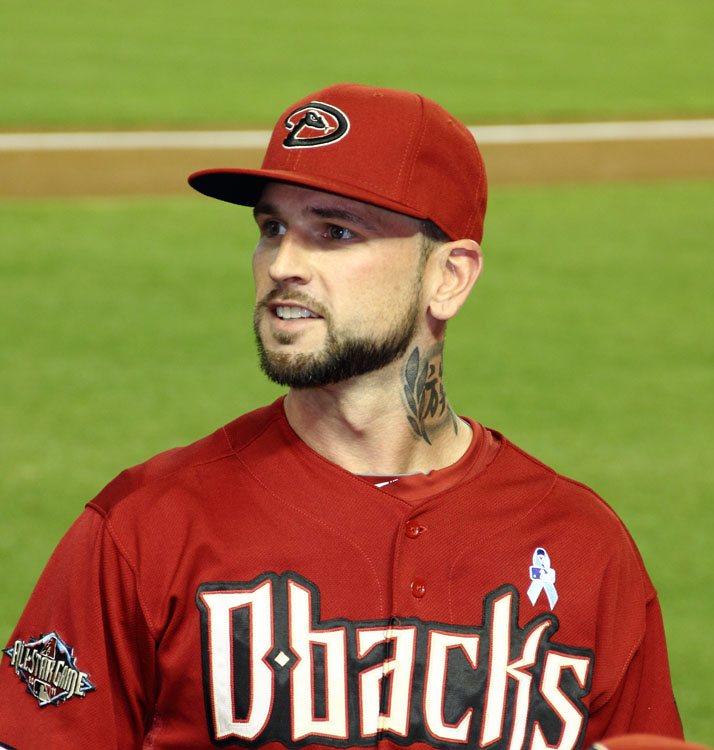
Ryan Roberts joue pour les Diamondbacks de 2009 à 2012.

Roberts rejoint les Diamondbacks de l'Arizona comme agent libre le 6 novembre 2008. En 2009, il apparaît dans 110 parties des D-Backs, de loin son plus grand nombre de matchs joués en une année pour un club du baseball majeur. Fréquemment employé comme frappeur suppléant, il se voit aussi confier le poste de joueur de deuxième but. Roberts affiche une moyenne au bâton de ,279 durant la saison, avec 25 points produits.
En 2010, il éprouve beaucoup de difficulté en offensive lors de son passage chez les Diamondbacks : sa moyenne stagne à ,197 en 36 matchs joués. Par conséquent, il joue la majeure partie de la saison avec les Aces de Reno, club-école de la franchise dans la Ligue de la côte du Pacifique.
En 2011, Roberts démontre plus de puissance au bâton avec ses 19 circuits et ses 65 points produits. À ces deux records personnels, il ajoute un nouveau sommet de 120 coups sûrs en une année.
Après 83 parties pour Arizona en 2012, Roberts frappe pour ,250 de moyenne au bâton avec 6 longues balles et 34 points produits. 

### Rays de Tampa Bay
Le 25 juillet 2012, les Diamondbacks échangent Roberts aux Rays de Tampa Bay contre le joueur de deuxième but des ligues mineures Tyler Bortnick.
Roberts termine la saison 2012 avec 12 circuits, 52 points produits, 10 buts volés et une moyenne au bâton de ,235 en 83 matchs joués pour les Diamondbacks et 60 pour les Rays.
Il entre en jeu dans 60 matchs de saison régulière des Rays en 2013 et ne réussit que 5 circuits et 17 points produits pour aller avec sa moyenne au bâton de ,247 et un faible pourcentage de présence sur les buts de ,295.

### Red Sox de Boston
Le 20 décembre 2013, Roberts signe un contrat des ligues mineures avec les Cubs de Chicago. Il est retranché par les Cubs à la fin de l'entraînement de printemps, en mars 2014. Le 7 avril suivant, il rejoint les Red Sox de Boston. Il ne joue que 8 matchs pour les Red Sox en 2014. Il est libéré par les Royals de Kansas City après avoir participé à leur camp du printemps 2015.
Roberts rejoint les Athletics d'Oakland le 26 avril 2015 mais passe l'année dans les mineures avec les Sounds de Nashville, sans jouer avec les Athletics.